# Liste de films français sortis en 1926
Listes de films français
- 1922
- 1923
- 1924
- 1925
- 1926
- 1927
- 1928
- 1929
- 1930

Ci-dessous une liste (non exhaustive) de films français sortis en 1926.

## 1926
| Titre                                  | Réalisateur                             | Acteurs                                                           | Genre              | Notes                  |
| -------------------------------------- | --------------------------------------- | ----------------------------------------------------------------- | ------------------ | ---------------------- |
| 600000 francs par mois                 | Robert Péguy, Nicolas Koline            | Nicolas Koline, Charles Vanel, Madeleine Guitty                   | Comédie            |                        |
| Au revoir et merci                     | E.B. Donatien, Pière Colombier          | E.B. Donatien, Louis Kerly, Lucienne Legrand                      |                    |                        |
| Bibi-la-Purée                          | Maurice Champreux                       | Georges Biscot, Bouboule                                          | Comédie            |                        |
| Le Berceau de Dieu                     | Fred LeRoy Granville                    | Léon Mathot, Annette Benson, Joë Hamman                           | Drame              |                        |
| Le Bouif errant                        | René Hervil                             | Félicien Tramel, Janine Merrey, Albert Préjean                    | Comédie            |                        |
| Le Capitaine Rascasse                  | Henri Desfontaines                      | Gabriel Gabrio, Claude Mérelle, Jeanne Helbling                   |                    |                        |
| Carmen                                 | Jacques Feyder                          | Raquel Meller, Jean Murat, Gaston Modot                           | Drame              |                        |
| La Châtelaine du Liban                 | Marco de Gastyne                        | Iván Petrovich, Arlette Marchal Gaston Modot, Choura Milena       |                    |                        |
| La Chaussée des géants                 | Robert Boudrioz(début) Jean Durand(fin) | Philippe Hériat, Jeanne Helbling Armand Tallier                   | Aventure           |                        |
| Le Chemin de la gloire                 | Gaston Roudès                           | Constant Rémy, France Dhélia, Genica Missirio                     |                    |                        |
| Chouchou poids plume                   | Gaston Ravel                            | André Roanne, Olga Day, André Lefaur, Simone Mareuil              |                    |                        |
| Le Criminel                            | Alexandre Ryder                         | Teresina Boronat, André Nox, Roger San Juana                      |                    |                        |
| La Croisière noire                     | Léon Poirier                            |                                                                   | Documentaire       |                        |
| Destinée                               | Henry Roussell                          | Geymond Vital, Pierre Batcheff, Christiane Favier                 | Drame historique   |                        |
| Emak-Bakia                             | Man Ray                                 | Kiki of Montparnasse, Jacques Rigaut                              | Court métrage      | 18 min                 |
| Le Faiseur de statuettes               | René Plaissetty                         | Maurice de Feraudy, Pierre Magnier, Pierre Daltour                |                    |                        |
| Le Fauteuil 47                         | Gaston Ravel                            | André Roanne, Erna Morena, Muriel Dunsmuir                        | Comédie            |                        |
| La Femme nue                           | Léonce Perret                           | Louise Lagrange, Nita Naldi, Iván Petrovich                       | Drame              |                        |
| Feu Mathias Pascal                     | Marcel L'Herbier                        | Ivan Mosjoukine, Michel Simon, Marcelle Pradot                    | Drame              |                        |
| La Flamme                              | René Hervil                             | Germaine Rouer, Charles Vanel, Henri Vibart                       | Drame              |                        |
| La Folie des vaillants                 | Germaine Dulac                          | Lia Loo, Raphaël Lievin, Castellucci                              | Drame              |                        |
| Gribiche                               | Jacques Feyder                          | Jean Forest, Rolla Norman, Françoise Rosay                        | Drame              |                        |
| L'Homme à l'Hispano                    | Julien Duvivier                         | Huguette Duflos, Georges Galli, Acho Chakatouny                   | Drame              |                        |
| L'Inconnue des six jours               | René Sti                                | Tania Fédor, Michel Simon, Jean Painlevé                          |                    | Jamais sorti en salles |
| Jim la Houlette, roi des voleurs       | Nicolas Rimsky, Roger Lion              | Nicolas Rimsky, Gaby Morlay, Camille Bardou                       | Comédie policière  |                        |
| Le Juif errant                         | Luitz-Morat                             | André Marnay, Gabriel Gabrio, Maurice Schutz                      | Drame              |                        |
| Les Larmes de Colette                  | René Barberis                           | Daniel Mendaille, Renée Carl, Sandra Milovanoff                   |                    |                        |
| La Lueur dans les ténèbres             | Maurice Charmeroy                       | Ginette Maddie, Mario Cazes, Edmond Van Daële                     |                    |                        |
| Mademoiselle Josette, ma femme         | Gaston Ravel                            | Dolly Davis, André Roanne, Agnès Esterhazy                        | Comédie            |                        |
| Martyre                                | Charles Burguet                         | Charles Vanel, Maxime Desjardins, Desdemona Mazza                 | Drame              |                        |
| Mauprat                                | Jean Epstein                            | Sandra Milovanoff, Maurice Schutz, Nino Constantini               | Drame              |                        |
| Ménilmontant                           | Dimitri Kirsanoff                       | Nadia Sibirskaïa, Yolande Beaulieu Guy Belmont                    | Court métrage      | 38 min                 |
| Michel Strogoff                        | Victor Tourjansky                       | Ivan Mosjoukine, Henri Debain                                     | Drame              |                        |
| Mon frère Jacques                      | Marcel Manchez                          | Dolly Davis, Jeanne Marie-Laurent, Enrique Rivero, Jackie Monnier | Comédie            |                        |
| Mots croisés                           | Pière Colombier                         | Marfa d'Hervilly, Hubert Daix, Colette Darfeuil                   | Comédie            |                        |
| Nana                                   | Jean Renoir                             | Catherine Hessling, Jean Angelo, Werner Krauss                    | Drame              |                        |
| Nitchevo                               | Jacques de Baroncelli                   | Charles Vanel, Lillian Hall-Davis, Marcel Vibert                  | Drame              |                        |
| L'Orphelin du cirque                   | Georges Lannes                          | André Nox, Suzy Vernon, Berthe Jalabert                           |                    |                        |
| Le P'tit Parigot                       | René Le Somptier                        | Marcel Achard, Georges Biscot, Bouboule                           | Serial Drame       | 6 ép                   |
| Paris en cinq jours                    | Nicolas Rimsky, Pière Colombier         | Léon Courtois, Dolly Davis, Sylvio De Pedrelli                    | Comédie            |                        |
| Pour régner                            | André Luguet                            | André Luguet, Louis Vonelly, Marie-Thérèse Pierat                 |                    |                        |
| Le Rat des villes et le Rat des champs | Ladislas Starewitch                     |                                                                   | Animation          | 10 min                 |
| La Réponse du destin                   | André Hugon                             | Colette Darfeuil, Camille Bert, René Navarre                      |                    |                        |
| Rien que les heures                    | Alberto Cavalcanti                      | Philippe Hériat, Clifford McLaglen                                | Documentaire       |                        |
| La Rose effeuillée                     | Georges Pallu                           | Simone Vaudry, Janine Lequesne, Camille Bert                      |                    |                        |
| Le Secret d’une mère                   | Georges Pallu                           | Pierre Batcheff, Marise Maia, Olga Noël                           |                    |                        |
| La Terre qui meurt                     | Jean Choux                              | Thérèse Reignier, Georges Melchior, Madeleine Renaud              | Drame              |                        |
| Titi 1er, roi des gosses               | René Leprince                           | Jean Toulout, Robby Guichard, Jeanne de Balzac                    |                    |                        |
| Un fils d’Amérique                     | Henri Fescourt                          | Gabriel Gabrio, Henri Debain, Marie-Louise Iribe                  | Comédie            |                        |
| Va promener le chien                   | Gauthier Debère                         | Pierrette Caillol, Madeleine Guitty, Gaston Norès                 | Moyen métrage      | 35 min                 |
| Le Vertige                             | Marcel L'Herbier                        | Emmy Lynn, Roger Karl, Jaque Catelain                             |                    |                        |
| Visage d'aïeule                        | Gaston Roudès                           | France Dhélia                                                     |                    |                        |
| Vittel                                 | Claude Autant-Lara                      |                                                                   |                    |                        |
| Le Voyage imaginaire                   | René Clair                              | Dolly Davis, Jean Börlin, Albert Préjean                          | Comédie dramatique |                        |